# Линейни кораби тип „Кинг Джордж V“
Кинг Джордж V (на английски: King George V) са серия британски линейни кораба. Последващо развитие на линкорите от типа „Орион“. Даденият тип линейни кораби са проектирани в рамките на корабостроителната програма от 1910 г. Средната стойност на един линкор от този типа съставлява 1 945 200 фунта стерлинги. Общо в рамките на програмата, в периода 1911 – 1913 г., са построени четири кораба от този тип. Всички те активно се използват в годините на Първата световна война, в т.ч. всичките четири вземат участие в Ютландското сражение. Един линкор – „Одейшъс“ – загива в началото на войната, на 27 октомври 1914 г., от мина в района на остров Тори. Службата им в следвоенните години е сравнително недълга: в съответствие с Вашингтонския морски договор от 1922 г. линкорите са снети от въоръжение в периода 1923 – 1926 г.

## Конструкция
Корабите от този тип се явяват развитие на линкорите от типа „Орион“. В новия проект се опитват да отстранят недостатъците, които са присъщи на корабите от типа „Орион“: слабата противоминна защита и недостатъчната устойчивост; обаче подобренията се получават незначителни.
Основните отличия на корабите от типа „Кинг Джордж V“:
1. Нормалната водоизместимост е увеличена с 500 дълги тона. Дължината и ширината са увеличени с 4,1 м и 0,15 м съответно.
2. Противоминната артилерия е разположена с оглед усилването на огъня по носа[6], 12 от 16 оръдия могат да водят огън по носови курсови ъгли, носовите оръдия се намират в бронирани със 76-мм плочи единични каземати.
3. Малко е усилена защитата на жизненоважните части на кораба (постовете за управление, погребите за боезапаса и машинно-котелната установка).
4. Максималната проектна скорост е увеличена с 0,7 узла[3][5](почти на узел)[6].
5. Изменена и подобрена е конструкцията на ходовия мостик.
6. Измененията в рангоута са ограничени до замяна на тежката тринога мачта, зад носовия комин, с лека куха, поставена пред носовия комин. Разполагането на фокмачтата пред комина намалява задимяването върху поста за управление на стрелбата[5].

Квартируването на екипажа се връща към традиционното за британския флот – офицерските каюти се намират на кърмата, кубриците за матросите и старшините – на носа.

### Корпус
Нормалната водоизместимост съставя 25 420 д. т, пълната водоизместимост – 27 120 т. Дължината между перпендикулярите съставя 169,3 м, максималната – 182,2 м. Ширината на корпуса е 27,15 м, газенето при нормална водоизместимост по носа – 7,8 м.
Фактическата метацентрична височина при нормална водоизместимост съставя 1,39 м, при пълен товар 1,57 м.
„Кинг Джордж V“ има три безщокови адмиралтейски котви (две основни, една резервна) с маса 7,11 т, и една кърмова котва с маса 2,13 т. Работата с веригите на носовите котви се произвежда от два носови шпила, задвижвани от парна машина.
Спасителните средства се състоят от два парни полубаркаса с дължина 15 м, един парен катер с дължина 12,8 м, един вероходно-гребен 11-метров полубаркас, три верходно-гребни 9,8-метрови катера, три 8,2-метрови велбота, една 9-метрова гичка, един 5-метров скиф-динги (тузик) и един стандартен сгъваем балсов сал.

#### Мореходност
Корабите обладават добри мореходни и ходови качества. В средната си част корпуса на кораба е прав – такива обводи смекчават бордовото люлеене. Надлъжно на бордовете вървят скулови килове, имащи сечение с формата на триъгълник. Скуловите килове не само намаляват амплитудата на бордовото люлеене, но и гасят колебанията, предизвикани от потоците на винтовете. Недостатък е ниският надводен борд в кърмовата част, поради което кърмата е заливана от вода при вълнение.

### Въоръжение
Линейните кораби от типа „Кинг Джордж V“ имат десет 343-мм 45-калибрени оръдия Мк. V за главен калибър в пет двуоръдейни кули с хидравлично задвижване. Такива оръдия носят и линейните кораби от типа „Орион“. Разположението на кулите е същото, като на „Орион“, обаче носовата надстройка е срязана под по-остър ъгъл, за да се осигури по-голям сектор на обстрел за оръдията на кула „Q“. Оръдейните стволове са скрепени с помощта на високоякостна калибрирана стоманена тел, която се намотава на няколко слоя върху вътрешната тръба. Оръдията имат ъгъл на снижение 3° и ъгъл на възвишение, равен на 20°, обаче първоначалната конструкция на далекомерите, управляващи кулите, ограничава подема до 15,35°. Затворът е бутален, система Уелин, зареждането – картузно. Те стрелят с 1400-фунтови (635 кг) снаряди с дулна скорост 762,5 м/с, при ъгъл на подем 14,75° максималната далечина на стрелбата съставлява 20 000 ярда (18 288 м) при стрелба с бронебойни снаряди. При ъгъл на подем от 20° максималната далечина нараства до 23 820 ярда (21 781 м). На далечина 10 000 ярда (9144 м) бронепробиваемостта им съставлява 310 мм по вертикална плоча от цементирана Круповска стомана. Скорострелността на тези оръдия съставлява 1,5 – 2 изстрела в минута. Боекомплекта се състои от 1000 снаряда (бронебойни, полубронебойни, фугасни) за 343-мм оръдия (по 100 снаряда на ствол ). Във военно време количеството снаряди нараства: в погребите на „Одейшъс“ (на 27 октомври 1914 г.) се намират 1120 343-мм снаряда.
Теглото на въртящата се част на кулите (без теглото на оръдията) „А“: 565 дълги тона, „В“: 600 д. тона, „Q“: 592 д. тона, „X“: 596 д. тона, „У“: 592 д. тона. Общото тегло на кулите на главния калибър с 343-мм оръдия е 3770 д. тона.
Противоминната артилерия се състои от 16 102 мм оръдия Мк. VII с дължина на канала на ствола от 50 калибра (5100 мм). Те стрелят със снаряди с тегло от 14,1 кг с начална скорост 873 м/сек на далечина до 58 кабелтови и със скорострелност до 8 изстрела в минута. Общия боекомплект за 102 мм оръдия съставлява 2400 изстрела или по 150 на ствол.
В сравнение с „Орион“, при „Кинг Джордж V“ разположението на 102-мм оръдия малко се различава – по-голямата част от оръдията, 12 от 16 (по всеки борд 6 от 8) са групирани на носа, което се обяснява със стремежа да се осигури максимално плътен заградителен огън именно по носовите курсови ъгли, откъдето са най-вероятни атаките на разрушители. За преместените от кърмата четири оръдия е направена къса бакова батарея (точно под оръдейните кули „А“ и „В“), за по две оръдия побордно. Оръдията са прикрити от осколки със 76-мм бронирани щитове.
Всички кораби имат по четири 47-мм салютни оръдия Хочкис с боекомплект 64 изстрела.
В края на 1914 г. на „Кинг Джордж V“ (и на „Аякс“) в кърмовата част са поставени две 76-мм зенитни оръдия Хочкис с боезапас от 350 изстрела на ствол. По време на войната корабите са превъоръжени, заменяйки оръдията Хочкис със 76-мм зенитни оръдия Мк.1 с боезапас по 150 изстрела на ствол.
На линейния кораб „Центурион“ в кърмовата част първоначално са поставени две 102-мм скорострелни оръдия Мк. VII с ъгъл на възвишение на ствола +60°, преправени в зенитни от противоминни с придаването на ствола на по-голям ъгъл на възвишение (боекомплекта им съставлява по 150 изстрела на ствол).
| Оръдие                                 | 13,5"/45 Mark V(H)       | 13,5"/45 Mark V(H)                   | 4"/50 BL Mark VII | 4"/50 BL Mark VII | 3"/45 20cwt QF HA Mark I | 47-мм Хочкис |
| -------------------------------------- | ------------------------ | ------------------------------------ | ----------------- | ----------------- | ------------------------ | ------------ |
| Година на разработване                 | 1909                     | 1909                                 | 1904              | 1904              | 1910                     | 1885         |
| Калибър, мм                            | 343                      | 343                                  | 102               | 102               | 76                       | 47           |
| Дължина на ствола, калибри             | 45                       | 45                                   | 50                | 50                | 45                       | 40           |
| Маса на оръдието, кг                   | 76 102                   | 76 102                               | 2126              | 2126              | 1020                     | 240          |
| Скорострелност, изстрела/минута        | 1,5 – 2                  | 1,5 – 2                              | 6 – 8             | 6 – 8             | 12 – 14                  | 20           |
| Установка                              | B Mark II                | B Mark II                            | PIV               | HA Mark II        | ?                        | ?            |
| Ъгли на наклон                         | −3°/+20°                 | −3°/+20°                             | −10°/+15°         | −10°/+60°         | −10°/+90°                | /+60°?       |
| Способ за зареждане на изстрела        | картузно                 | картузно                             | картузно          | картузно          | унитарно                 | унитарно     |
| Тип на снаряда                         | Light бронебоен Mark IIa | Heavy бронебоен Mark IIIa (Greenboy) | фугасен           | шрапнелен?        | шрапнелен                | фугасен      |
| Тегло на снаряда, кг                   | 574,5                    | 639,6                                | 14,06             | 14,06             | 5,67                     | 1,5          |
| Тегло и тип на метателния заряд        | 133 кг MD45              | 133 кг MD45                          | 4,3 кг MD16       | 2,7 кг MD8        | 0,96 кг MD               | 0,24 кг MD   |
| Начална скорост, м/с                   | 787                      | 759                                  | 873               | 732               | 762                      | 574          |
| Максимална далечина, м                 | 21 780                   | 21 710                               | 10 610            |                   |                          |              |
| Досегаемост по височина, максимална, м | —                        | —                                    | —                 | ?                 | 11 340                   | 3000         |
| Ефективна, м                           | —                        | —                                    | —                 | ?                 | 7160                     | 1100         |

Торпедното въоръжение се състои от три 533-мм торпедни апарата – два бордови, разположени пред барбета на кула „А“, и един кърмови (впоследствие е свален) с общ боезапас от 15 торпеда. Торпедата са модел Мк.І и Мк.ІІ.
Към 1917 г. възниква необходимостта да има на всеки линеен кораб самолет за коректировка на стрелбата. За това на покривите на кулите поставят полетни платформи. В качеството на авиационно въоръжение са приети колесните биплани Сопуич „Кемъл“.

### Брониране
Главният брониран пояс се състои от две части – 305 мм на долната, защитаваща водолинията до нивото на средната палуба, и 229 мм горна, разполагаща се по височина от средната палуба до нивото на главната палуба. Горният 203-мм броневи пояс има такъв размер, както и главния броневи пояс, и се разполага от главната до горната палуби. Общата височина на вертикалното брониране на борда съставлява 6,26 м.
Главният броневи пояс продължава в носовата част на същата височина (на нивото на главната палуба), както и в средата на кораба – отначало от траверса в центъра на носовия барбет на кула „А“ с дебелина 152 мм и дължина 15,2 м, а след това продължава с дебелина 102 мм и дължина 14,8 м, без да достига до форщевена с 13,7 м. В кърмата главният броневи пояс продължава също на нивото на главната палуба от траверса в центъра на кърмовия барбет с дебелина 64 мм и дължина 17,8 м, без да достига до ахтерхщевена с 15,2 м. Общата дължина на главния броневи пояс от носовия и кърмовия край съставлява 153,1 м (84,1% от дължината на кораба по водолинията).
Главните носови и кърмови броневи траверси са разположени по следния начин: в носовата част 254-мм напречна преграда закрива края на горния (203-мм) броневи пояс от главната до горната палуби и края на годрана (229-мм) част на главния броневи пояс от средната до главната палуби и е разположен под наклон навътре от краищата на 203-мм и 229-мм броневи пояси към барбета на кула „А“; 152-мм носов траверс закрива краищата на главния 305-мм броневи пояс от долната до средната палуба и се разполага наклонено навътре от края на главния пояс към външната повърхност на барбета на кула „А“.
Челните и страничните стени на всички кули на главния калибър имат дебелина 279 мм. Задната плоча има дебелина 203-мм. Предната част на покрива е с дебелина 102 мм, а задната част – 76 мм. Броневия настил на пода има дебелина 76 мм.
Палубата на полубака е с дебелина 25,4 мм, горната палуба: 45 – 38 мм, средната палуба: 25,4, долната палуба в носовата част: 64 – 25,4 мм, в кърмовата част е 102 – 76 мм, кожусите на комите са с дебелина 38 – 25,4 мм, екраните на барутните погреби имат дебелина 45-38-25,4 мм, а екраните на машинното отделение 25,4 мм.
Основният сериозен недостатък в подводната защита на кораба се явява отсъствието на вътрешна надлъжна бронирана преграда, такава като на Нептун“, където надлъжните противоторпедни прегради са непрекъснати между крайните барбети. Вместо нея снарядните и барутните погреби на кулите на главния калибър и машинното отделение са прикрити от бронирани защитни екрани с дебелина 25,4 – 45 мм.
Общото тегло на бронирането е 6960 англ. тона.

### Силова установка

#### Главна енергетична установка
Главната енергетична установка включва в себе си два комплекта турбини Парсънс с пряко задвижване на четирите гребни вала, въртящи четири трилопастни гребни винта. Всеки комплект турбини се състои от турбина високо налягане за преден и заден ход и турбина ниско налягане за преден и заден ход. Турбините за „Аякс“ и „Одейшъс“ са построени от фирмите-производители на тези кораби, турбините за „Центурион“ са поръчани на фирмата „Hawthorn Leslie & Company“, турбините за „Кинг Джордж V“ – на фирмата Парсънс. Турбините са разположени в трите отсека на машинното отделение, разделени са помежду си от две надлъжни прегради. Турбините високо налягане въртят външните гребни валове, турбините ниско налягане – вътрешните. Дължината на машинното отделение съставлява 20,74 м.
Номиналната мощност на силовата установка съставлява 31 000 к.с., което трябва да осигури скорост от 21,7 възела (при мощност 27 000 к.с. хода трябва да е 21 възела). Винтовете стоящи на външните валове, отстоят от винтовете, поставени на вътрешните валове, на 6,67 м.
В трите котелни отделения са разположени 18 водотръбни котела (по шест във всяко отделение), на „Кинг Джордж V“ и „Аякс“ котлите са тип „Бабкок и Уилкокс“, а на „Центурион“ и „Одейшъс“ – тип „Яроу“. Котлите са оборудвани с по три инжектора за изгаряне на нефт, която се впръсква непосредствено върху горящите въглища.
За времето на ходовите изпитания на „Аякс“ са поставени четирилопастни винтове (конструкторите им разчитат така да се получи по-голяма скорост). На 30-часовите заводски изпитания, „Аякс“ показва максимална скорост от 22,47 възела (против 22,866 на „Центурион“ с трилопастните) на мерната миля в Полперо, при средна честота на въртене на гребните винтове от 290 об/мин. Т.е. хода на „Аякс“ с експерименталните винтове е даже по-бавен от хода на другите кораби от този тип, снабдени с трилопастни винтове. Изпитанията не удовлетворяват Адмиралтейството. След проведените изпитания на „Аякс“ са поставени проектните трилопастни винтове. Външните винтове имат диаметър 2,7 м, а вътрешните винтове – 2,9 м.

#### Далечина на плаване
Гориво: нормален запас въглища 900 дълги тона, пълен запас 3100 д. тона, нефт – 840 тона.
Далечината на плаване на пълен ход е 3805 мили, на 10-възлов ход е 5910 мили (6310 мили при „Аякс“ и „Центурион“).

#### Електрозахранване
Четири турбогенератора с мощност по 200 кВт и два дизел-генератора с мощност по 100 кВт снабдяват кораба с електроенергия с постоянно напрежение от 200 В. Генераторите са разположени на трюмната палуба и през централно разпределително табло подават електроенергията към корабните устройства. Корабите имат и авариен дизел-генератор с мощност от 100 кВт, който е паралелно включен към аварийното електротабло.

## Представители

### Строителство
Строежа на линейните кораби от този тип е включена в проекта за държавен бюджет на Британия за 1910 г. Средната стойност на всеки линкор съставя 1 945 200 £, т.е. около 85 фунта за тон.
Проекта предвижда увеличаване на водоизместимостта с 500 тона в сравнение с предшествениците – корабите от типа „Орион“, обаче превишението съставя 800 тона, при това газенето се увеличава с 0,09 м. Като цяло построените кораби стават добре балансирани. През юни 1914 г. всички линкори от типа „Кинг Джордж V“ вземат участие в празненствата посветени на завършването на работите по разширяване на Килския канал.

### „Кинг Джордж V“
„Кинг Джордж V“ (на английски: HMS King George V) е заложен в държавната корабостроителница в Портсмът на 16 януари 1911 г. Спуснат на вода на 9 октомври 1911 г. Главната енергетична установка е построена от фирмата на Чарлс Парсънс в завода в Уолсенд. В началото на XX век в Британия се появява традиция, съгласно която първият голям кораб, залаган след възкачването на престола на нов монарх се кръщава в негова чест. Кораба е наречен в чест на британския крал (от 1910 г.) Джордж V (1865 – 1936) от династията Уиндзор . Кръстник на кораба е самият английски крал Джордж V.
В началото на октомври 1912 г. започват заводските изпитания. Заедно с тях преминават изпитанията на цистерните-успокоители на люлеенето, които завършват неуспешно (цистерните впоследствие са приспособени за съхраняване на нефт). Пробезите на мерната миля в Плимът се провеждат на 4 ноември 1912 г. На третия пробег кораба развива максимална скорост от 22,373 възела при мощност на гребните валове от 33 022 к.с., средната честота на въртене на гребните валове съставя 339 об/мин.
На 14 ноември 1912 г. кораба влиза в състава на флота. Неговото строителство продължава 23 месеца: стапелният период на построяване съставя 10 месеца, дострояването на вода – 13 месеца. Стойността на строежа е 1 961 096 фунта стерлинги. Екипажа на кораба, съгласно щатното разписание, наброява 869 души през 1913 г., 1114 души през 1914 г.
От юни 1914 г. „Кинг Джордж V“ е флагмански кораб. Първата визита в чужбина е за тържествата, посветени на завършването на работите по разширяването на Килския канал. Това е единственият английски линкор, на борда на който се качва кайзера на Германия Вилхелм II. Както и всички линкори от типовете „Орион“ и „Кинг Джордж V“, кораба влиза във 2-ра ескадра линкори на Гранд Флийт, бидейки флагмански кораб на вицеадмирал Т. Джером. Продаден е за метал през 1926 г.

### „Аякс“
„Аякс“ (на английски: HMS Ajax) е заложен в частната корабостроителница „Скотс“ на 27 февруари 1911 г. Главната енергетична установка е произведена от фирмата-строител на кораба. Наречен е в чест на Аякс Теламонид, гръцкия герой от Троянската война, отличаващ се с безумна храброст и считан за най-могъщия герой на гърците след Ахил.
Спуснат на вода на 21 март 1912 г. Заводски изпитания – от април 1913 г.
Пробезите на мерната миля в Полперо преминават в периода 12 – 13 май 1913 г. Извършва серия от четири пробега (с трилопастните винтове). На третия пробег развива обща мощност на турбините към гребните валове от 29 250 к.с., при средна честота на въртене на гребните винтове 337,5 об/мин достига максимална скорост от 21,225 възела.
Влиза в състава на флота през август 1913 г. Стапелният период на строеж на кораба съставя 13 месеца, дострояването на вода отнема 17 месеца. Всичко строителството на „Аякс“ продължава 30 месеца, стойността на построяването съставя 1 889 387 £. Екипажа на кораба, съгласно щатното разписание, през 1914 г. наброява 869 души.

### „Одейшъс“
„Одейшъс“ (на английски: HMS Audacious) е заложен в частната корабостроителница „Кемел Лерд“ на 23 март 1911 г. Главната енергетична установка е направена от фирмата-строител на кораба. Спуснат на вода на 14 септември 1912 г. Към момента на спуска има водоизместимост 9095 тона, газене по носа – 2,74 м, по кърмата – 4,99 м, дължина между перпендикулярите 169,18 м, ширина без обшивката 27,08 м. Държавните изпитания преминават през юли 1913 г.
Влиза в състава на флота през август 1913 г. Стапелният период на построяването съставя 18 месеца, дострояването на вода отнема 11 месеца. Екипажа, съгласно щатното разписание, през 1914 г. наброява 860 души. От октомври 1913 г. до август 1914 г. влиза в състава на 2-ра ескадра линейни кораби на Флота на Метрополията. През август 1914 г. влиза в състава на обединения Гранд Флийт.
На 27 октомври 1914 г. „Одейшъс“, плаващ за учебни стрелби, в 08:05 се натъква на мина, поставена от германския спомагателен минен заградител „Берлин“. В 21:00 „Одейшъс“ се преобръща, взривява се и потъва. От осколка е убит старшина (petty officer) на крайцера „Ливърпул“, намиращ се на разстояние над 700 метра от мястото на взрива. Загиналият моряк е единствената жертва на гибелта на „Одейшъс“.

### „Центурион“
„Центурион“ (на английски: HMS Centurion) е заложен в държавната корабостроителница в Девънпорт на 16 януари 1911 г. Спуснат на вода на 18 ноември 1911 г. По време на заводските изпитания, на 9 декември 1912 г., се сблъсква с италианския параход „Дерна“ и го потопява. Ремонтира се до март 1913 г.
Влиза в строй в състава на 2-ра ескадра линейни кораби на Флота на Метрополията, където служи от 12 май 1913 г. до август 1914 г.
Намира се в състава на 2-ра ескадра линкори на Гранд Флийт от 1914 г. до 1919 г.
Участва в Ютландското сражение.
От 1919 до 1924 г. е в състава на 4-та ескадра линейни кораби на Средиземноморския флот, участва в черноморските операции.
От 1924 г. до април 1926 г. се намира в резерва, в Портсмът.
Назначен е през април 1926 г. за преоборудване вместо броненосеца „Агамемнон“ в качеството на радиоуправляема мишена.
Намира се в държавната корабостроителница в Чатъм от 14 април 1926 г. до юли 1927 г. за ремонт и преоборудване в радиоуправляема мишена.
В началото на Втората световна война се използва като ремонтна база и блокшив.
След това е преоборудван в имитация на новия линкор „Ансън“ (на английски: HMS Anson) и в това си качество извършва 20 000-милен преход до Бомбай.
Остава в Бомбай (под своето собствено име) до 1942 г., след това преминава в Александрия, пристигайки там през юни 1942 г. Там на кораба са поставени четири 76-мм зенитни оръдия и седемнадесет 20-мм автоматични оръдия „Ерликон“.
Като кораб от ескорта, в периода 12 – 16 юни 1942 г., взема участие в провалената операция „Вигерес“ (от 11 транспорта на конвоя са потопени 2, в Малта не пристига нито един). В началото на маршрута британските изтребители съумяват да отразят няколко въздушни нападения и да отслабят другите, но скоро конвоя излиза от радиуса на действие на „Хърикейните“ (Hawker Hurricane) и „Китихоковете“ (Curtiss P-40). Опита да се достигне до Малта е отменен след като става известно, че корабите от съпровождането практически са изразходвали зенитния си боезапас. Адмирал Уайън заповядва на своите кораби да се завърнат в Александрия.
До март 1944 г. служил като плаваща зенитна батарея южно от Суецкия канал. През април 1944 г. напуска Александрия и се връща в Портсмът.
На 6 юни 1944 г. е потопен при Нормандското крайбрежие като вълнорез в залива „Малбери“.

## Оценка на проекта
Линейните кораби от типа „Кинг Джордж V“ практически без изменения повтарят предходния тип „Орион“. Като цяло корабите са добре балансирани, имат красив вид, но линкорите от другите флотове вече се въоръжават с противоминна артилерия калибър не по-малко от 120 мм, което изисква ръста във водоизместимостта на разрушителите, а също увеличаване на далечината на действие на техните торпеда. 102-мм оръдия на „Кинг Джордж V“ се считат за прекалено слаби за борба с новите, по-големи, разрушители, размерите на които растат заедно с увеличаването на размерите на дредноутите. Недостатъците, присъщи за корабите от типа „Орион“ (слаба противоминна защита, слаба противоминна артилерия) в новия проект не са напълно отстранени. Тези недостатъци са отстранени в следващия проект – линейните кораби от типа „Айрън Дюк“, които получават 152-мм противоминна артилерия.
|                                      | „Уайоминг“ · САЩ                | „Курбе“ · Франция               | „Кинг Джордж V“ · Великобритания            | „Орион“ · Великобритания                    | „Данте Алигери“ · Италия                  | „Кайзер“ · Германия                      |
| ------------------------------------ | ------------------------------- | ------------------------------- | ------------------------------------------- | ------------------------------------------- | ----------------------------------------- | ---------------------------------------- |
| Година на залагане                   | 1909                            | 1910                            | 1911                                        | 1909                                        | 1909                                      | 1909                                     |
| Година на влизане в строй            | 1912                            | 1913                            | 1912                                        | 1912                                        | 1913                                      | 1912                                     |
| Водоизместимост, нормална, т         | 26 416                          | 23 475                          | 23 368                                      | 22 555                                      | 19 865                                    | 24 724                                   |
| Пълна, т                             | 27 680                          | 25 579                          | 26 112                                      | 26 284                                      | 21 956                                    | 27 000                                   |
| Тип СУ                               | ПТ                              | ПТ                              | ПТ                                          | ПТ                                          | ПТ                                        | ПТ                                       |
| Мощност, к.с.                        | 28 000                          | 28 000                          | 31 000                                      | 27 000                                      | 35 000                                    | 28 000                                   |
| Пълна скорост, въз.                  | 20,5                            | 21                              | 21,7                                        | 21                                          | 23                                        | 21                                       |
| Максимална скорост, въз.             | 21,22                           | 20,74 – 22,6                    | 22,1 – 22,8                                 | 21,4 – 22,1                                 | 22,83                                     | 21,7 – 23,1                              |
| Далечина, мили (на скорост, въз.)    | 6680 (10)                       | 4200 (10)                       | 4060 (18,15) 6730 (10)                      | 6730 (10)                                   | 4800 (10)                                 | 3800 (18) 7900 (12)                      |
| Брониране, мм                        |                                 |                                 |                                             |                                             |                                           |                                          |
| Пояс                                 | 279                             | 270                             | 305                                         | 305                                         | 254                                       | 350                                      |
| Палуби                               | 35 – 63                         | 85                              | 45 – 102                                    | 45 – 102                                    | 38                                        | 60 – 100                                 |
| Кули                                 | 305                             | 290                             | 279                                         | 279                                         | 254                                       | 300                                      |
| Барбети                              | 254                             | 270                             | 254                                         | 254                                         |                                           | 300                                      |
| Рубка                                | 292                             | 300                             | 279                                         | 279                                         | 305                                       | 350                                      |
| Схема на разполагане на въоръжението |                                 |                                 |                                             |                                             |                                           |                                          |
| Въоръжение                           | 6×2 – 305/50 21×1 – 127/51 2 ТА | 6×2 – 305/45 22×1 – 138/55 4 ТА | 5×2 – 343/45 16×1 – 102/50 4×1 – 47-мм 3 ТА | 5×2 – 343/45 16×1 – 102/50 4×1 – 47-мм 3 ТА | 4×3 – 305/46 20×1 – 120/50 13×1 – 76 3 ТА | 5×2 – 305/50 14×1 – 150/45 8×1 – 88 5 ТА |

## Коментари
1. ↑  Салютно оръдие
2. ↑  Бронята на кулите е включена в частта въоръжение.
3. ↑  За британските и американските кораби в източниците водоизместимостта се дава в дълги тона, тук е преизчислено в метрични тонове.
4. ↑  При мощност: 32 190 к.с.